# Microcharis cufodontii
Microcharis cufodontii är en ärtväxtart som först beskrevs av Emilio Chiovenda, och fick sitt nu gällande namn av Brian David Schrire. Microcharis cufodontii ingår i släktet Microcharis och familjen ärtväxter. Inga underarter finns listade i Catalogue of Life.